# 1994년 월드 시리즈
1994년 월드 시리즈는 열리려고 했으나 그 해 8월 12일부터 MLB 선수노조의 파업으로 인해 열리지 못했다. 월드시리즈가 취소된 것은 90년만이다.

## 같이 보기
- 1994년 일본 시리즈